# Letnie Igrzyska Olimpijskie 2008

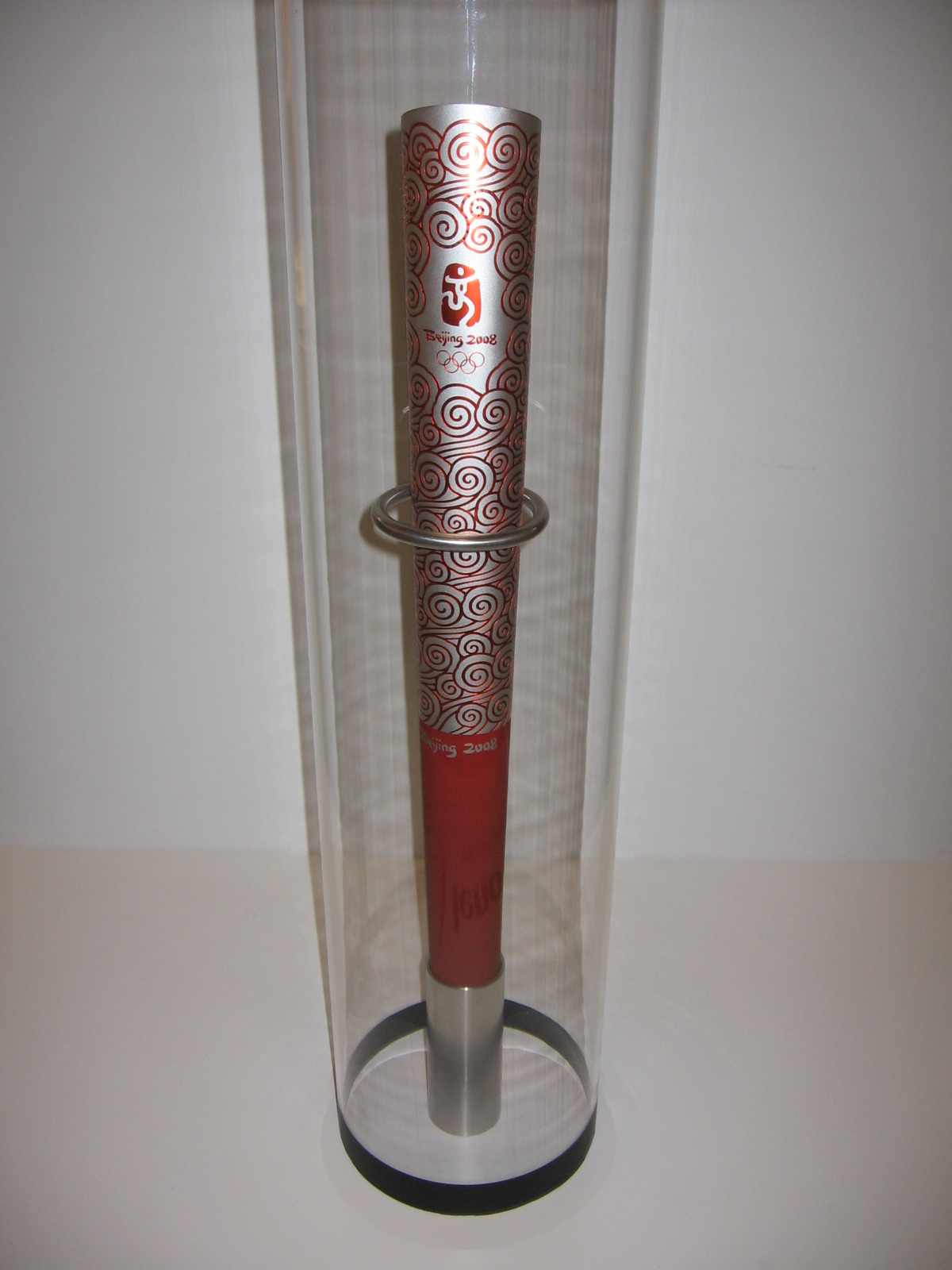
Pochodnia olimpijska, którą zapalony został znicz olimpijski

XXIX Letnie Igrzyska Olimpijskie (oficjalnie: Igrzyska XXIX Olimpiady) w 2008 rozgrywały się w Pekinie, stolicy Chin, od 8 do 24 sierpnia (niektóre mecze piłki nożnej odbyły się 6 i 7 sierpnia, czyli przed oficjalnym otwarciem).
Decyzja o wyborze Pekinu jako miasta organizatora zapadła 13 lipca 2001. O organizację tych Igrzysk zabiegały także: Toronto (Kanada), Paryż (Francja), Stambuł (Turcja) i Osaka (Japonia). Były to pierwsze od 20 lat (od igrzysk w Seulu) igrzyska letnie w Azji.
W Pekinie rozgrywane były nowe konkurencje: bieg kobiet na 3000 m z przeszkodami, zawody kolarskie BMX oraz pływanie na otwartym akwenie na dystansie 10 000 m kobiet i mężczyzn. W tenisie stołowym gra deblowa mężczyzn i kobiet została zastąpiona turniejem drużynowym. W strzelectwie kobiety nie rywalizują już w podwójnym trapie, a także w trafianiu do ruchomej tarczy.
Decyzją Chińskiego Komitetu Olimpijskiego, głównym hasłem pekińskich igrzysk olimpijskich było zawołanie: „jeden świat, jedno marzenie”. Komitet stwierdził, iż na tym samym świecie ludzie posiadają jedno wspólne marzenie o dążeniu do rozkwitu i pokoju.
Igrzyska rozpoczęły się ósmego dnia, ósmego miesiąca, dwa tysiące ósmego roku, o ósmej osiem wieczorem (UTC+8), gdyż w symbolice chińskiej cyfra osiem jest symbolem szczęścia, obfitości, pieniędzy oraz spokoju.

## Wybór gospodarza
Ogółem o miano gospodarza Igrzysk w 2008 roku walczyło 10 miast:
- Paryż
- Kair
- Sewilla
- Stambuł
- Pekin (zwycięzca)
- Toronto
- Bangkok
- Osaka
- Hawana
- Kuala Lumpur

### Eliminacje
28 sierpnia 2000 w Singapurze Międzynarodowy Komitet Olimpijski ogłosił, które z dziesięciu nadesłanych kandydatur zostały zakwalifikowane do finału:
- Pekin (zwycięzca)
- Osaka
- Toronto
- Stambuł
- Paryż

### Finał
Pekin został wybrany na gospodarza igrzysk 13 lipca 2001 roku, podczas 112. spotkania Międzynarodowego Komitetu Olimpijskiego w Moskwie. Członkowie MKOl-u wybrali spośród 5 kandydujących miast:
| Pekin (zwycięzca) | Chiny   | 44 | 56 |
| Toronto           | Kanada  | 20 | 22 |
| Paryż             | Francja | 15 | 18 |
| Stambuł           | Turcja  | 17 | 9  |
| Osaka             | Japonia | 6  | –  |

## Rozgrywane dyscypliny
Uczestnicy letnich igrzysk w Pekinie w 2008 roku rywalizowali w 28 dyscyplinach sportowych i 302 konkurencjach.
- badminton
- baseball
- boks
- gimnastyka
- hokej na trawie
- jeździectwo
- judo
- kajakarstwo
- kolarstwo
- koszykówka
- lekkoatletyka
- łucznictwo
- pięciobój nowoczesny
- piłka nożna
- piłka ręczna
- pływanie, pływanie synchroniczne, piłka wodna i skoki do wody
- podnoszenie ciężarów
- siatkówka
- softball
- strzelectwo
- szermierka
- taekwondo
- tenis ziemny
- tenis stołowy
- triathlon
- wioślarstwo
- zapasy
- żeglarstwo

## Sport pokazowy
- wushu

## Hasło
Jeden Świat, Jedno Marzenie (ang. One World, One Dream; chn. 同一个世界 同一个梦想, Tóng yīgè shìjiè tóng yīgè mèngxiǎng)

## Państwa biorące udział w XXIX Letnich Igrzyskach Olimpijskich
Na Igrzyskach w Pekinie wystartowali przedstawiciele 204 z 205 krajowych federacji sportowych (nie zostali zgłoszeni reprezentanci Brunei, cztery lata wcześniej w Atenach wystartowali sportowcy z 202 państw).
W Pekinie po raz pierwszy wystartowali zawodnicy z Tuvalu i Wysp Marshalla. Po raz pierwszy również oddzielnie wystąpili zawodnicy z Czarnogóry i Serbii.

## Maskotki igrzysk
11 listopada 2005 roku oficjalnie opublikowano maskotki igrzysk. Jest ich pięć (po raz pierwszy w historii igrzysk wybrano ich aż tyle), cztery z nich to zwierzęta symbolizujące chińską kulturę: ryba, panda, ogień olimpijski (symbolizujący tradycyjnego Chińskiego Smoka), antylopa tybetańska i jaskółka. Ich imiona to Beibei, Jingjing, Huanhuan, Yingying i Nini, pierwsze sylaby imion maskotek układają się w zdanie „Beijing Huanying Ni”, co razem znaczy „Witamy w Pekinie”. Ich barwy odpowiadają kolorom pięciu kół olimpijskich. Maskotki, które wyrażają charakterystyczne chińskie cechy, reprezentują nie tylko wieloetniczną kulturę Chin, lecz również tradycyjną chińską filozofię harmonijnego współżycia ludzi z naturą. O miano oficjalnej maskotki igrzysk starało się 662 projektów, z czego 611 pochodziło z Chin, 12 z Hongkongu, Makau i Tajwanu, a pozostałych 39 z zagranicy. Wiele regionów starało się, aby na maskotkach umieszczone zostały ich symbole. Razem te pięć maskotek nazywa się Fuwa, co w języku chińskim znaczy „Szczęśliwe maskotki”.

## Maskotki
| Fuwa               |               |                                    |                  |                     |             |
| Imię               | Beibei (贝贝) | Jingjing (晶晶)                    | Huanhuan (欢欢)  | Yingying (迎迎)     | Nini (妮妮) |
| Płeć               | Kobieta       | Mężczyzna                          | Mężczyzna        | Mężczyzna           | Kobieta     |
| Rodzaj zwierzęcia  | Ryba          | Panda wielka                       | Chiński smok     | Antylopa tybetańska | Jaskółka    |
| Olimpijski kolor   | Niebieski     | Czarny                             | Czerwony         | Żółty/Pomarańczowy  | Zielony     |
| Część świata       | Ocean         | Pustynia                           | Wulkan           | Ziemia              | Kosmos      |
| Żywioł             | Woda          | Drewno                             | Ogień            | Ziemia              | Metal       |
| Uczucia            | Przyjacielski | Szczęśliwy                         | Entuzjastyczny   | Rozbrykany          | Poważny     |
| Reprezentuje sport | Sporty wodne  | Sporty walki, Podnoszenie ciężarów | Sporty drużynowe | Lekkoatletyka       | Gimnastyka  |

## Kalendarz imprezy
Liczba w kratce oznacza finał jednej z konkurencji danej dyscypliny.
| Kalendarz Igrzysk Olimpijskich 2008 | Kalendarz Igrzysk Olimpijskich 2008 | Kalendarz Igrzysk Olimpijskich 2008 | Kalendarz Igrzysk Olimpijskich 2008 | Kalendarz Igrzysk Olimpijskich 2008 | Kalendarz Igrzysk Olimpijskich 2008 | Kalendarz Igrzysk Olimpijskich 2008 | Kalendarz Igrzysk Olimpijskich 2008 | Kalendarz Igrzysk Olimpijskich 2008 | Kalendarz Igrzysk Olimpijskich 2008 | Kalendarz Igrzysk Olimpijskich 2008 | Kalendarz Igrzysk Olimpijskich 2008 | Kalendarz Igrzysk Olimpijskich 2008 | Kalendarz Igrzysk Olimpijskich 2008 | Kalendarz Igrzysk Olimpijskich 2008 | Kalendarz Igrzysk Olimpijskich 2008 | Kalendarz Igrzysk Olimpijskich 2008 | Kalendarz Igrzysk Olimpijskich 2008 | Kalendarz Igrzysk Olimpijskich 2008 | Kalendarz Igrzysk Olimpijskich 2008 | Kalendarz Igrzysk Olimpijskich 2008 |
| Sierpień 2008                       | 06                                  | 07                                  | 08                                  | 09                                  | 10                                  | 11                                  | 12                                  | 13                                  | 14                                  | 15                                  | 16                                  | 17                                  | 18                                  | 19                                  | 20                                  | 21                                  | 22                                  | 23                                  | 24                                  | R                                   |
| ----------------------------------- | ----------------------------------- | ----------------------------------- | ----------------------------------- | ----------------------------------- | ----------------------------------- | ----------------------------------- | ----------------------------------- | ----------------------------------- | ----------------------------------- | ----------------------------------- | ----------------------------------- | ----------------------------------- | ----------------------------------- | ----------------------------------- | ----------------------------------- | ----------------------------------- | ----------------------------------- | ----------------------------------- | ----------------------------------- | ----------------------------------- |
| Rozpoczęcie                         |                                     |                                     |                                     |                                     |                                     |                                     |                                     |                                     |                                     |                                     |                                     |                                     |                                     |                                     |                                     |                                     |                                     |                                     |                                     |                                     |
| Boks                                |                                     |                                     |                                     |                                     |                                     |                                     |                                     |                                     |                                     |                                     |                                     |                                     |                                     |                                     |                                     |                                     |                                     | 5                                   | 6                                   | 11                                  |
| Badminton                           |                                     |                                     |                                     |                                     |                                     |                                     |                                     |                                     |                                     | 1                                   | 2                                   | 2                                   |                                     |                                     |                                     |                                     |                                     |                                     |                                     | 5                                   |
| Baseball                            |                                     |                                     |                                     |                                     |                                     |                                     |                                     |                                     |                                     |                                     |                                     |                                     |                                     |                                     |                                     |                                     |                                     | 1                                   |                                     | 1                                   |
| Gimnastyka                          |                                     |                                     |                                     |                                     |                                     |                                     | 1                                   | 1                                   | 1                                   | 1                                   |                                     | 4                                   | 4                                   | 4                                   |                                     |                                     |                                     | 1                                   | 1                                   | 18                                  |
| Hokej na trawie                     |                                     |                                     |                                     |                                     |                                     |                                     |                                     |                                     |                                     |                                     |                                     |                                     |                                     |                                     |                                     |                                     | 1                                   | 1                                   |                                     | 2                                   |
| Jeździectwo                         |                                     |                                     |                                     |                                     |                                     |                                     | 2                                   |                                     | 1                                   |                                     |                                     |                                     |                                     | 1                                   |                                     | 1                                   | 1                                   |                                     |                                     | 6                                   |
| Judo                                |                                     |                                     |                                     | 2                                   | 2                                   | 2                                   | 2                                   | 2                                   | 2                                   | 2                                   |                                     |                                     |                                     |                                     |                                     |                                     |                                     |                                     |                                     | 14                                  |
| Kajakarstwo                         |                                     |                                     |                                     |                                     |                                     |                                     | 2                                   |                                     | 2                                   |                                     |                                     |                                     |                                     |                                     |                                     |                                     | 6                                   | 6                                   |                                     | 16                                  |
| Kolarstwo                           |                                     |                                     |                                     | 1                                   | 1                                   |                                     |                                     | 2                                   |                                     | 2                                   | 1                                   | 1                                   | 3                                   | 3                                   | 1                                   | 1                                   | 1                                   | 1                                   |                                     | 18                                  |
| Koszykówka                          |                                     |                                     |                                     |                                     |                                     |                                     |                                     |                                     |                                     |                                     |                                     |                                     |                                     |                                     |                                     |                                     |                                     | 1                                   | 1                                   | 2                                   |
| Lekkoatletyka                       |                                     |                                     |                                     |                                     |                                     |                                     |                                     |                                     |                                     | 3                                   | 4                                   | 5                                   | 6                                   | 5                                   | 3                                   | 7                                   | 6                                   | 7                                   | 1                                   | 47                                  |
| Łucznictwo                          |                                     |                                     |                                     |                                     | 1                                   | 1                                   |                                     |                                     | 1                                   | 1                                   |                                     |                                     |                                     |                                     |                                     |                                     |                                     |                                     |                                     | 4                                   |
| Pięciobój nowoczesny                |                                     |                                     |                                     |                                     |                                     |                                     |                                     |                                     |                                     |                                     |                                     |                                     |                                     |                                     |                                     | 1                                   | 1                                   |                                     |                                     | 2                                   |
| Piłka nożna                         |                                     |                                     |                                     |                                     |                                     |                                     |                                     |                                     |                                     |                                     |                                     |                                     |                                     |                                     |                                     |                                     | 1                                   | 1                                   |                                     | 2                                   |
| Piłka ręczna                        |                                     |                                     |                                     |                                     |                                     |                                     |                                     |                                     |                                     |                                     |                                     |                                     |                                     |                                     |                                     |                                     |                                     | 1                                   | 1                                   | 2                                   |
| Pływanie                            |                                     |                                     |                                     |                                     | 5                                   | 5                                   | 5                                   | 5                                   | 4                                   | 4                                   | 4                                   | 1                                   | 1                                   | 2                                   | 3                                   | 2                                   | 2                                   | 2                                   | 1                                   | 46                                  |
| Podnoszenie ciężarów                |                                     |                                     |                                     | 1                                   | 2                                   | 2                                   | 2                                   | 2                                   |                                     | 2                                   | 1                                   | 1                                   | 1                                   | 1                                   |                                     |                                     |                                     |                                     |                                     | 15                                  |
| Siatkówka                           |                                     |                                     |                                     |                                     |                                     |                                     |                                     |                                     |                                     |                                     |                                     |                                     |                                     | 1                                   | 1                                   |                                     |                                     | 1                                   | 1                                   | 4                                   |
| Softball                            |                                     |                                     |                                     |                                     |                                     |                                     |                                     |                                     |                                     |                                     |                                     |                                     |                                     |                                     |                                     | 1                                   |                                     |                                     |                                     | 1                                   |
| Strzelectwo                         |                                     |                                     |                                     | 2                                   | 2                                   | 2                                   | 2                                   | 2                                   | 1                                   | 1                                   | 2                                   | 1                                   |                                     |                                     |                                     |                                     |                                     |                                     |                                     | 15                                  |
| Szermierka                          |                                     |                                     |                                     | 1                                   | 1                                   | 1                                   | 1                                   | 1                                   | 2                                   | 1                                   | 1                                   | 1                                   |                                     |                                     |                                     |                                     |                                     |                                     |                                     | 10                                  |
| Taekwondo                           |                                     |                                     |                                     |                                     |                                     |                                     |                                     |                                     |                                     |                                     |                                     |                                     |                                     |                                     | 2                                   | 2                                   | 2                                   | 2                                   |                                     | 8                                   |
| Tenis stołowy                       |                                     |                                     |                                     |                                     |                                     |                                     |                                     |                                     |                                     |                                     |                                     | 1                                   | 1                                   |                                     |                                     |                                     | 1                                   | 1                                   |                                     | 4                                   |
| Tenis ziemny                        |                                     |                                     |                                     |                                     |                                     |                                     |                                     |                                     |                                     |                                     | 2                                   | 2                                   |                                     |                                     |                                     |                                     |                                     |                                     |                                     | 4                                   |
| Triatlon                            |                                     |                                     |                                     |                                     |                                     |                                     |                                     |                                     |                                     |                                     |                                     |                                     | 1                                   | 1                                   |                                     |                                     |                                     |                                     |                                     | 2                                   |
| Wioślarstwo                         |                                     |                                     |                                     |                                     |                                     |                                     |                                     |                                     |                                     |                                     | 7                                   | 7                                   |                                     |                                     |                                     |                                     |                                     |                                     |                                     | 14                                  |
| Zapasy                              |                                     |                                     |                                     |                                     |                                     |                                     | 2                                   | 2                                   | 3                                   |                                     | 2                                   | 2                                   |                                     | 2                                   | 2                                   | 3                                   |                                     |                                     |                                     | 18                                  |
| Żeglarstwo                          |                                     |                                     |                                     |                                     |                                     |                                     |                                     |                                     |                                     |                                     | 2                                   | 1                                   | 2                                   | 2                                   | 2                                   | 2                                   |                                     |                                     |                                     | 11                                  |
| Zakończenie                         |                                     |                                     |                                     |                                     |                                     |                                     |                                     |                                     |                                     |                                     |                                     |                                     |                                     |                                     |                                     |                                     |                                     |                                     |                                     |                                     |
| Suma finałów                        | 0                                   | 0                                   | 0                                   | 11                                  | 13                                  | 12                                  | 18                                  | 16                                  | 17                                  | 18                                  | 28                                  | 29                                  | 19                                  | 22                                  | 14                                  | 20                                  | 22                                  | 31                                  | 12                                  | 302                                 |

## Obiekty olimpijskie

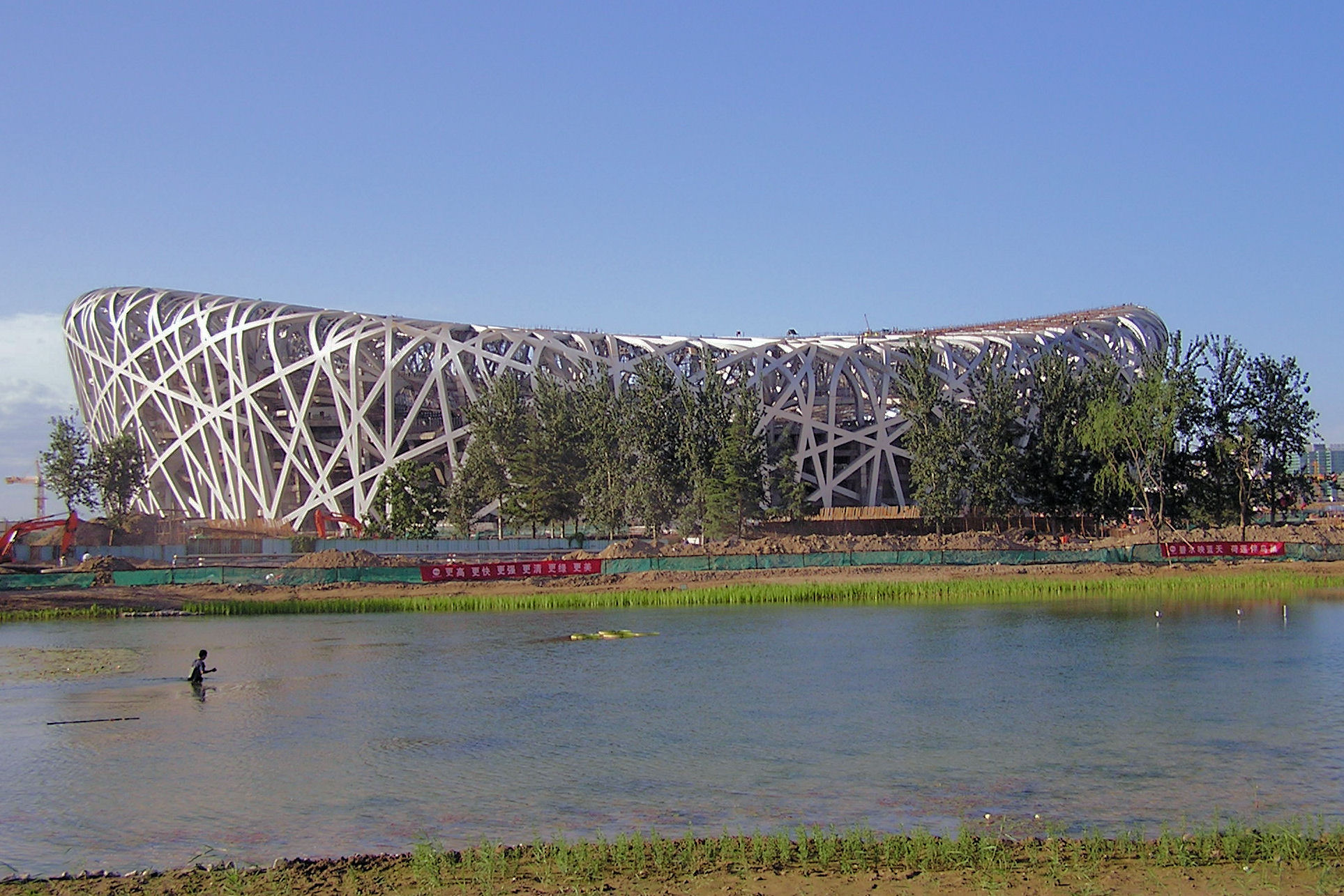
Stadion Narodowy w Pekinie – główna arena igrzysk

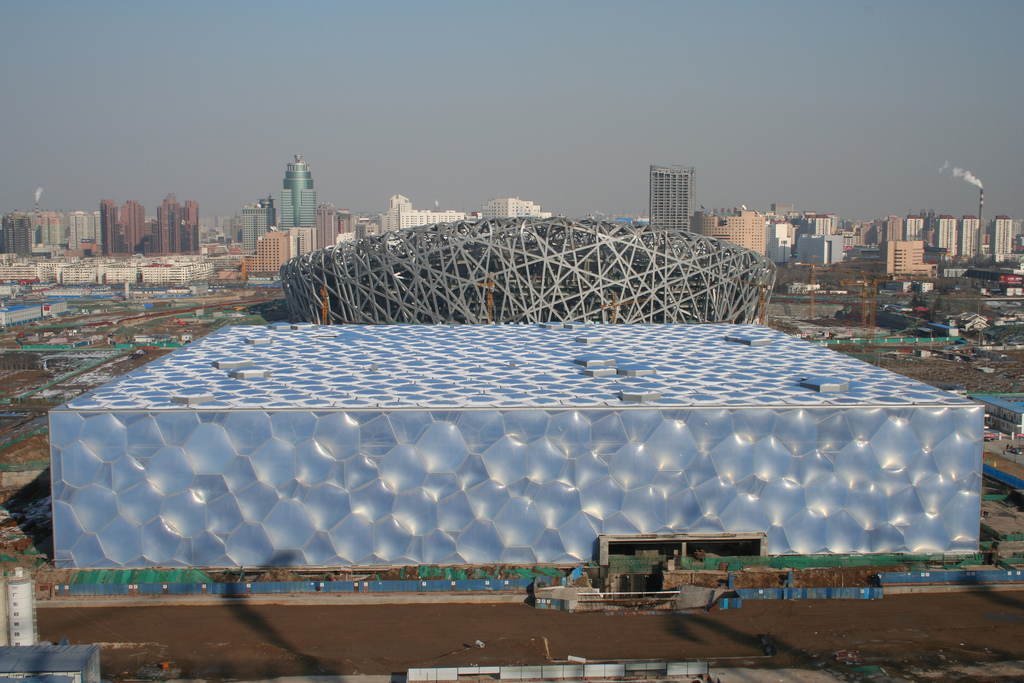
Pływalnia Olimpijska w Pekinie

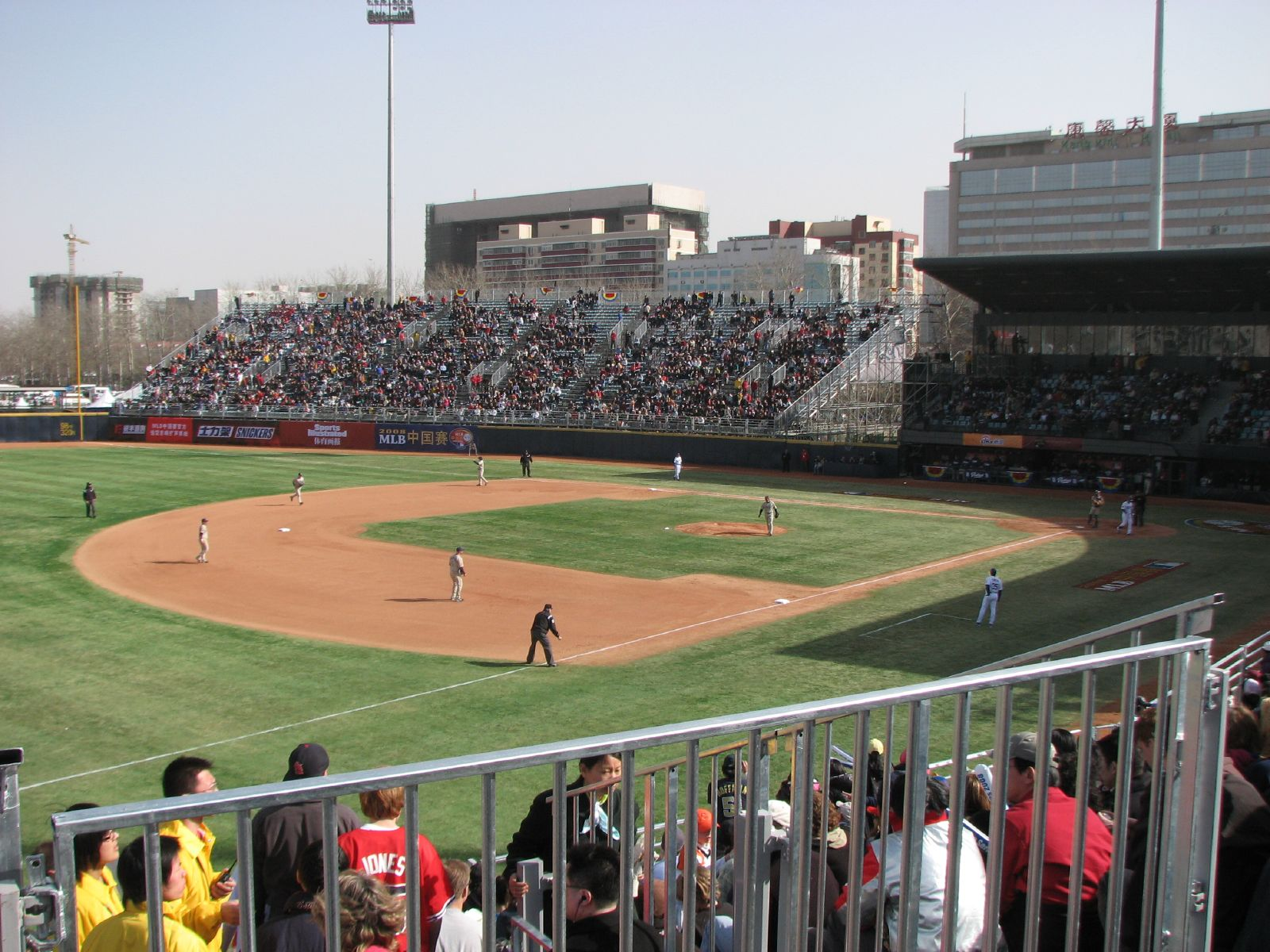
Wukesong Stadion w Pekinie

Chińskie władze z okazji Igrzysk podjęły decyzję o wzniesieniu w Pekinie serii nowoczesnych budowli, z których wiele zaprojektowali zagraniczni architekci. Należą do nich:
- Stadion Narodowy („Ptasie Gniazdo”)
- Narodowy Kryty Stadion
- Narodowe Centrum Sportów Wodnych („Wodna Kostka”)
- Pekińska strzelnica
- Laoshan Velodrome
- Wukesong Arena
- Shunyi
- Hala Uniwersytetu Technologicznego
- Hala Chińskiego Uniwersytetu Rolniczego
- Hala Uniwersytetu Nauki i Techniki
- Hala Uniwersytetu Pekińskiego
- Olympic Green – Centrum tenisowe
- Olimpijskie Centrum Żeglarskie – Qingdao
- Stadion Olimpijskiego Ośrodka – Tianjin
- Stadion Ośrodka Sportów Olimpijskich – Shenyang
- Olympic Green – Boiska hokejowe
- Olympic Green – Tor łuczniczy
- Hala Szermiercza
- Wukesong Baseball Field
- Park Chaoyang
- Laoshan Bicycle Moto Cross
- Obiekty dla triathlonu
- Trasa ulicznego wyścigu kolarskiego
- Stadion Centrum Sportów Olimpijskich
- Hala Centrum Sportów Olimpijskich
- Stadion Robotniczy
- Robotnicza Arena
- Stołeczny Stadion Kryty
- Ying Tung Natatorium
- Laoshan – trasa dla MTB
- Hala Pekińskiego Instytutu Technologicznego
- Hala Pekińskiego Uniwersytetu Astronautyki
- Pekińska Strzelnica – Shijingshan
- Fengtai Softball Field
- Hongkong – obiekty jeździeckie
- Shanghai Stadium

## Ceremonia otwarcia i program artystyczny
Znicz olimpijski zapalił Li Ning, który został podniesiony przez liny w powietrze. Następnie liny go przesuwały i zawodnik symulował bieg po koronie stadionu olimpijskiego. Wraz z nim po koronie przesuwał się pomarańczowy obraz z białymi wzorami, który stopniowo zamieniał się w ujęcia z trasy ognia olimpijskiego. Na koniec Li Ning zatrzymał się przy specjalnym urządzeniu, po którym przeszedł ogień i zapalił znicz.
Nowością było to, że poszczególne reprezentacje nie wchodziły na arenę – jak dotychczas – w porządku alfabetycznym alfabetu łacińskiego, lecz pod względem ilości kresek w ideogramach pisma chińskiego.
Wyreżyserowania ceremonii otwierających i kończących igrzyska podjął się znany chiński reżyser Zhang Yimou. Jego konsultantem miał być słynny reżyser amerykański – Steven Spielberg, który jednak 13 lutego zrezygnował z powodów etycznych (był to sprzeciw wobec polityki Chin, dostarczających broń do Darfuru). Obie ceremonie odbyły się na Stadionie Narodowym w Pekinie. Była to największa i najdroższa ceremonia otwarcia w dotychczasowej historii igrzysk. Kosztowała 100 mln dolarów i wzięło w niej udział 15 tysięcy aktorów.
Wśród utworów zamówionych przez władze Pekinu na igrzyska znalazło się oratorium, które napisał polski kompozytor Krzysztof Penderecki.

## Sztafeta olimpijska

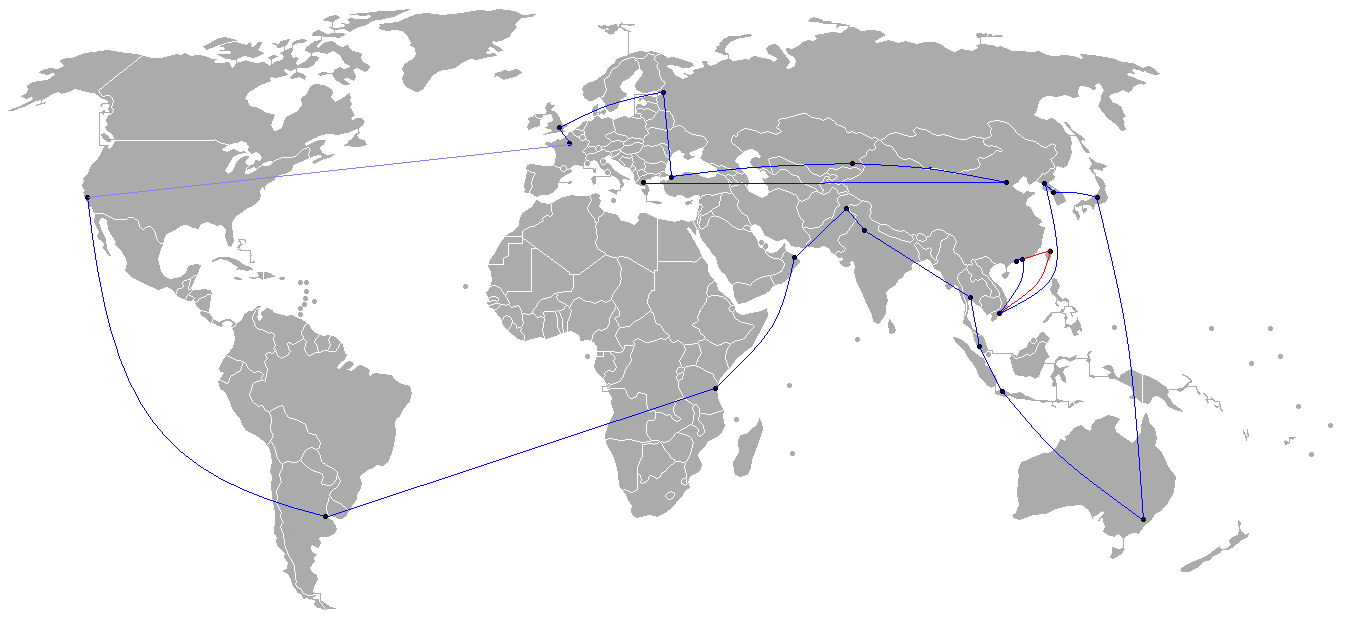
Trasa sztafety z olimpijskim ogniem

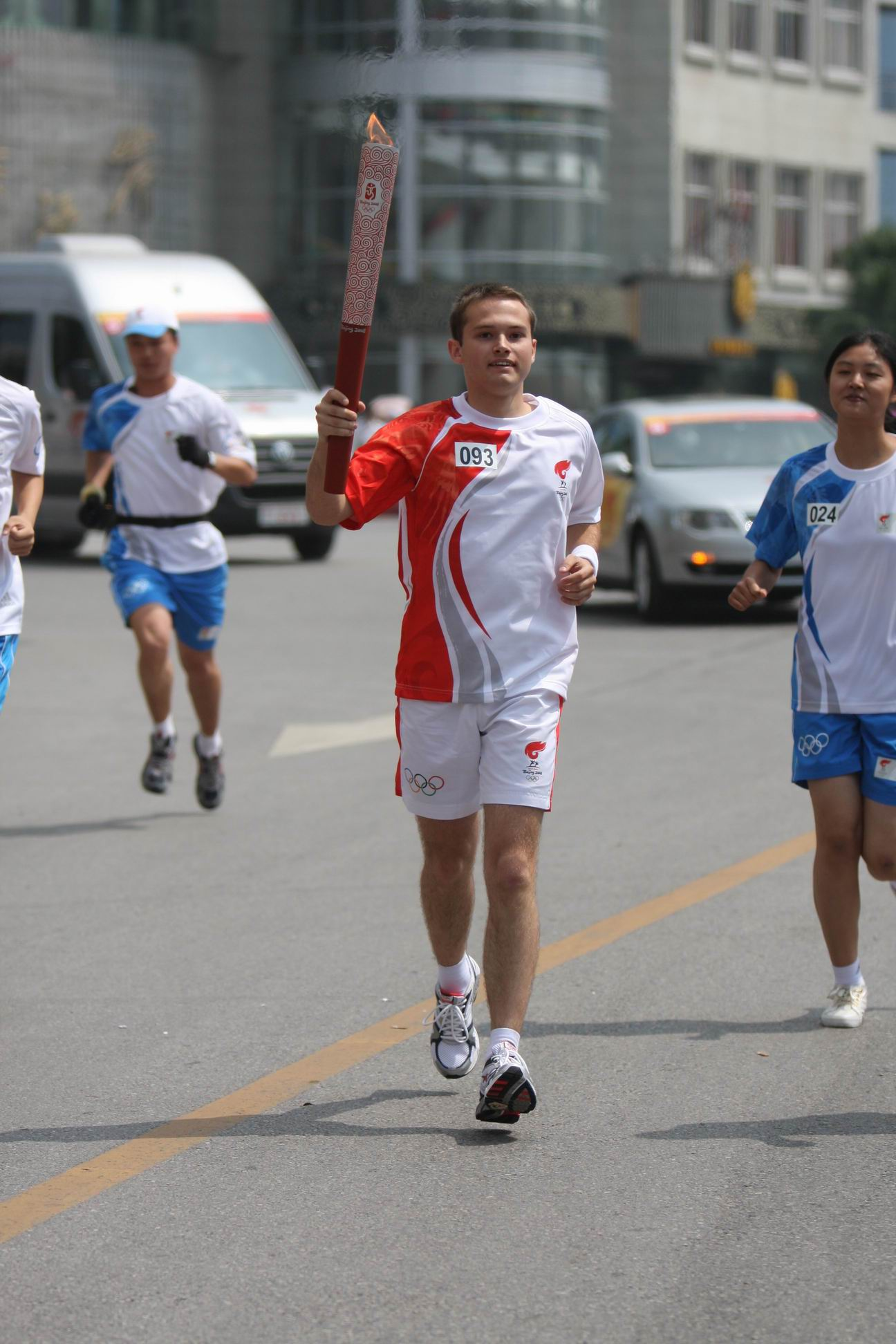
Polski uczestnik sztafety olimpijskiej na ulicach Guilin.

Sztafeta olimpijska w 2008 roku trwała do 8 sierpnia, poprzedzając Letnie Igrzyska Olimpijskie 2008 w Chinach. Plany sztafety zostały ogłoszone 26 kwietnia 2007 roku w Pekinie.
Sztafeta, pod nazwą Podróż Harmonii, trwała 130 dni, a jej trasa wynosiła 137 000 km – rekordowa trasa w historii letnich igrzysk.

### Trasa
Znicz olimpijski został zapalony na Olimpii w Grecji, a następnie przeniesiony na Stadion Panateński w Atenach, po czym przetransportowany został do Pekinu w Chinach, gdzie dotarł 31 marca. Stamtąd przemierzył wszystkie 6 kontynentów świata. Znicz odwiedził miasta znajdujące się na Jedwabnym Szlaku, symbolizując antyczne powiązania z resztą świata. Ogień olimpijski został wzniesiony również na Mount Everest. W związku tym Chiny zamknęły wejście na górę od strony Tybetu, aby protestujący Tybetańczycy nie przeszkodzili w ceremonii niesienia pochodni.

### Ochroniarze ognia
Chiński Olimpijski Komitet Organizacyjny z Pekinu wysłał grupę ochroniarzy, którą stanowi 30 specjalnie wyszkolonych chińskich policjantów, aby eskortować ogień podczas jego podróży.
Ich głównym zadaniem było pilnowanie, aby pod żadnym pozorem nie doszło do zgaszenia ognia, oraz wspomaganie i asekurowanie przekazywania pochodni pomiędzy członkami sztafety. Interweniowali również w przypadku prób ataku na osobę niosącą pochodnię lub próby wyrwania jej z ręki. Otaczali biegnącego, tworząc pierścień.
Na sobie mieli jednakowe „uniformy” – niebiesko-białe dresy sportowe z logiem igrzysk oraz czapki z daszkiem w tej samej kolorystyce. Ochroniarze towarzyszyli olimpijskiemu ogniowi podczas całej jego trasy. W Chinach zostały przydzielone dwie dodatkowe, 40-osobowe grupy chroniące pochodnię z olimpijskim ogniem.
Sztafetę wielokrotnie próbowali zakłócić antychińscy demonstranci i zwolennicy praw człowieka, w związku z zamieszkami w Tybecie.

## Kontrowersje

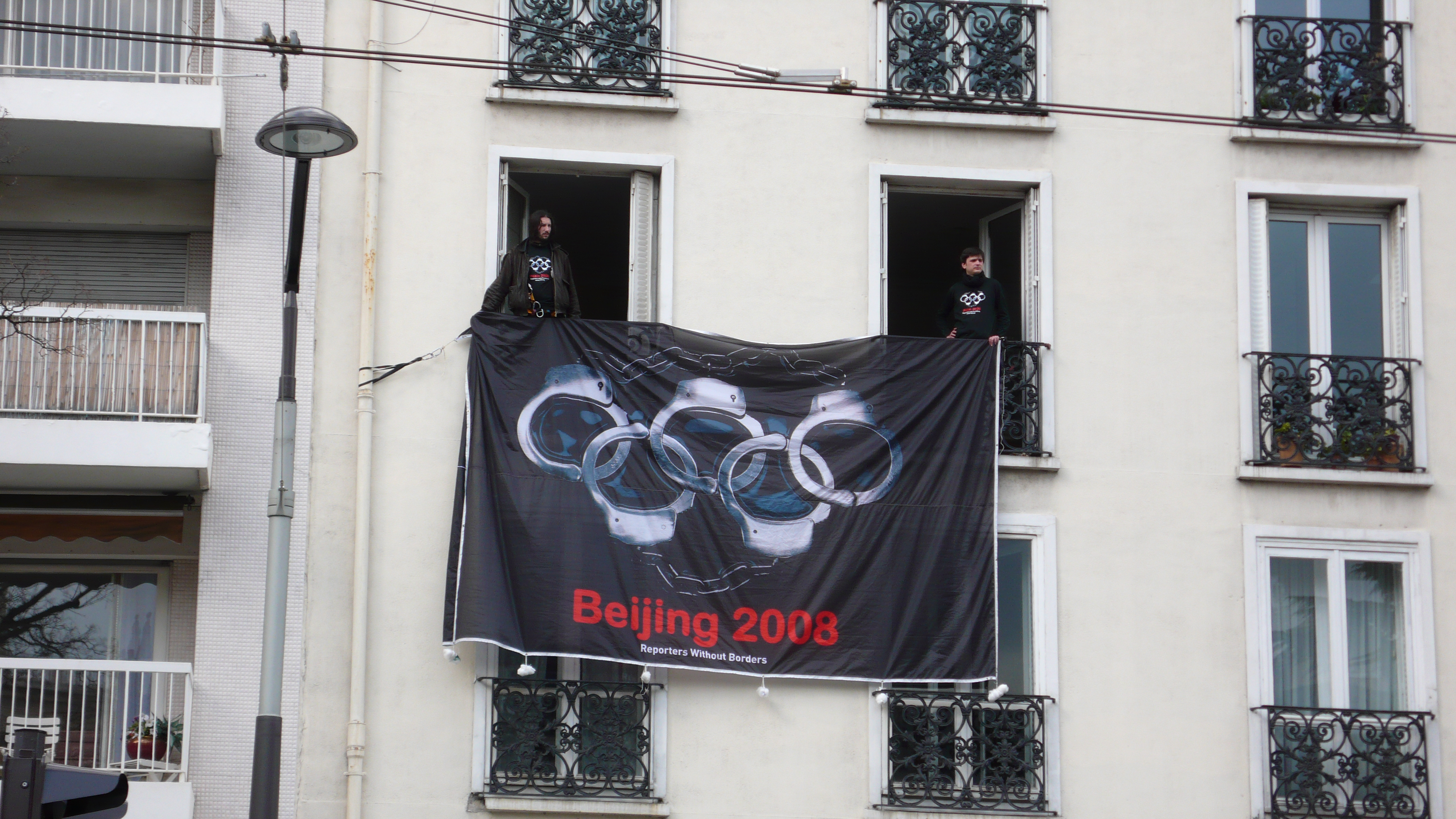
Protest przeciwko uciskowi Chin w Tybecie i milczeniu władz miasta Paryża podczas sztafety z ogniem olimpijskim

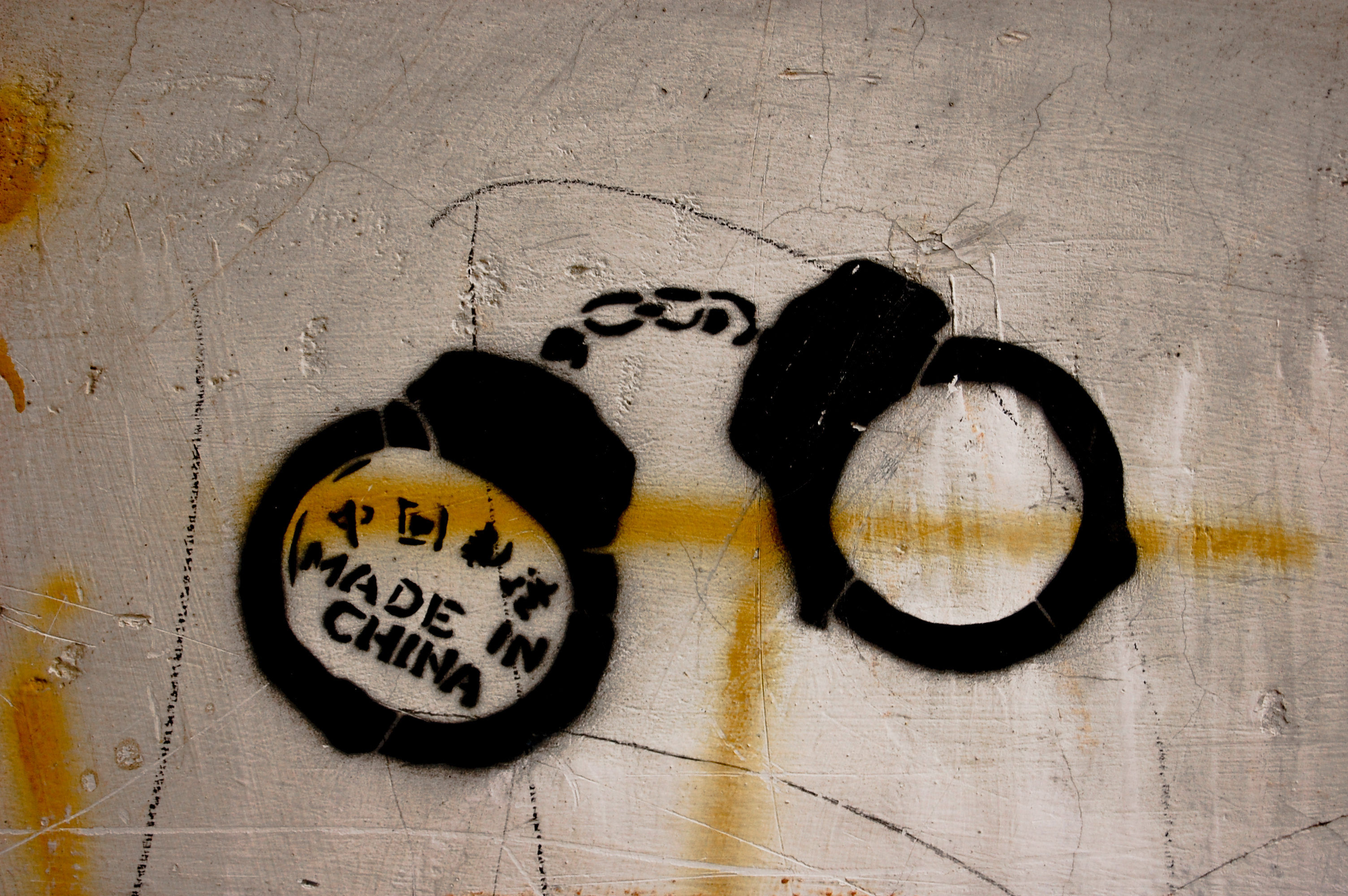
Szablon graffiti na Starym Mieście w Lublinie, protest przeciwko chińskim Igrzyskom

Decyzja o organizacji igrzysk w Chinach, uważanych za kraj łamiący prawa człowieka, wzbudziła liczne kontrowersje na świecie. Część osób była jednak zdania, że igrzyska mogą wpłynąć na poprawę sytuacji w Chinach, czego dowodzić miało np. złagodzenie przepisów dla zagranicznych korespondentów.
Z drugiej jednak strony władze chińskie podjęły przed igrzyskami starania, by zapobiec ewentualnym protestom. Aktywista praw człowieka Ye Guozhu otrzymał czteroletni wyrok za uczestnictwo w organizowaniu demonstracji, skierowanej przeciw przymusowymi eksmisjom w Pekinie. Podczas przygotowań do organizacji igrzysk władze chińskie dokonały licznych przesiedleń, mających na celu przygotowania miejsca na przyszłe obiekty olimpijskie. Podczas samych Igrzysk władze chińskie również nie dopuszczały do przeprowadzania demonstracji przeciwko łamaniu praw człowieka. Mimo wyznaczenia trzech miejskich parków, w których mogłyby być organizowane demonstracje, władze odrzuciły wszystkie petycje w sprawie zorganizowania tam manifestacji.
Największy sprzeciw wobec igrzysk w Pekinie wystąpił wśród osób zabiegających o poprawę sytuacji w Tybecie, jednak sami Tybetańczycy byli w tej sprawie podzieleni. Dalajlama XIV, rząd na uchodźstwie w Indiach i tybetańskie organizacje, m.in. Kongres Młodzieży Tybetańskiej uważały, że sprzeciw wobec igrzysk jest bezzasadny, podczas gdy przeciwne zdanie mają najbardziej radykalni emigracyjni działacze.
Dyskusję na całym świecie wywołało również zdarzenie z otwarcia igrzysk, gdy okazało się, że Lin Miaoke, dziewczynka śpiewająca podczas ceremonii otwarcia igrzysk, wyłącznie udawała, zaś słyszany przez wszystkich głos należał do siedmioletniej Yang Peiyi, która nie mogła zaśpiewać, gdyż według organizatorów „była za brzydka”.

## Oficjalny hymn
Oficjalnym hymnem Letnich Igrzysk Olimpijskich Pekin 2008 został wybrany utwór „We Are Ready”.

## Polscy reprezentanci
Polska po raz 19. uczestniczyła w Letnich Igrzyskach Olimpijskich. Reprezentacja Polski na XXIX Letnich Igrzyskach Olimpijskich w Pekinie liczyła 263 sportowców (160 mężczyzn i 103 kobiety). Chorążym ekipy podczas ceremonii otwarcia został kajakarz Marek Twardowski, a funkcję szefa Polskiej Misji Olimpijskiej pełnił Kajetan Broniewski.

### Zdobyte medale
| Medale według dni | Medale według dni | Medale według dni | Medale według dni | Medale według dni | Medale według dni | Medale według dni |
| ----------------- | ----------------- | ----------------- | ----------------- | ----------------- | ----------------- | ----------------- |
| Dzień             | Data              |                   |                   |                   | W sumie           |                   |
| Dzień 0           | 8                 | –                 | –                 | –                 | –                 |                   |
| Dzień 1           | 9                 | 0                 | 0                 | 0                 | 0                 |                   |
| Dzień 2           | 10                | 0                 | 0                 | 0                 | 0                 |                   |
| Dzień 3           | 11                | 0                 | 0                 | 0                 | 0                 |                   |
| Dzień 4           | 12                | 0                 | 0                 | 0                 | 0                 |                   |
| Dzień 5           | 13                | 0                 | 0                 | 0                 | 0                 |                   |
| Dzień 6           | 14                | 0                 | 0                 | 0                 | 0                 |                   |
| Dzień 7           | 15                | 1                 | 1                 | 0                 | 2                 |                   |
| Dzień 8           | 16                | 0                 | 0                 | 0                 | 0                 |                   |
| Dzień 9           | 17                | 2                 | 1                 | 1                 | 4                 |                   |
| Dzień 10          | 18                | 1                 | 0                 | 0                 | 1                 |                   |
| Dzień 11          | 19                | 0                 | 1                 | 0                 | 1                 |                   |
| Dzień 12          | 20                | 0                 | 0                 | 0                 | 0                 |                   |
| Dzień 13          | 21                | 0                 | 0                 | 0                 | 0                 |                   |
| Dzień 14          | 22                | 0                 | 0                 | 0                 | 0                 |                   |
| Dzień 15          | 23                | 0                 | 2                 | 0                 | 2                 |                   |
| Dzień 16          | 24                | 0                 | 0                 | 0                 | 0                 |                   |
| W sumie           | –                 | 4                 | 5                 | 1                 | 10                |                   |

#### Złote
- Tomasz Majewski – lekkoatletyka – pchnięcie kulą (15 sierpnia)
- Konrad Wasielewski, Marek Kolbowicz, Michał Jeliński, Adam Korol – wioślarstwo – czwórka podwójna bez sternika (17 sierpnia)
- Szymon Kołecki – podnoszenie ciężarów – kategoria do 94 kg (17 sierpnia)[15]
- Leszek Blanik – gimnastyka sportowa – skok (18 sierpnia)

#### Srebrne
- Tomasz Motyka, Adam Wiercioch, Radosław Zawrotniak i Robert Andrzejuk – szermierka – szpada drużynowo (15 sierpnia)
- Łukasz Pawłowski, Bartłomiej Pawełczak, Miłosz Bernatajtys i Paweł Rańda – wioślarstwo – czwórka bez sternika wagi lekkiej (17 sierpnia)
- Piotr Małachowski – lekkoatletyka – rzut dyskiem (19 sierpnia)
- Maja Włoszczowska – kolarstwo górskie – cross country (23 sierpnia)
- Aneta Konieczna i Beata Mikołajczyk – kajakarstwo – wyścig K2 na dystansie 500 metrów (23 sierpnia)

#### Brązowe
- Agnieszka Wieszczek – zapasy – kategoria do 72 kg (17 sierpnia)
- Marcin Dołęga – podnoszenie ciężarów – kategoria do 105 kg (18 sierpnia)[16]

## Statystyka medalowa
| Klasyfikacja medalowa              |                   |       |        |      |       |
| Lp.                                | Państwo           | złoto | srebro | brąz | razem |
| 1.                                 | Chiny             | 51    | 21     | 28   | 100   |
| 2.                                 | Stany Zjednoczone | 36    | 38     | 36   | 110   |
| 3.                                 | Rosja             | 23    | 21     | 28   | 72    |
| 4.                                 | Wielka Brytania   | 19    | 13     | 15   | 47    |
| 5.                                 | Niemcy            | 16    | 10     | 15   | 41    |
| 6.                                 | Australia         | 14    | 15     | 17   | 46    |
| 7.                                 | Korea Południowa  | 13    | 10     | 8    | 31    |
| 8.                                 | Japonia           | 9     | 6      | 11   | 26    |
| 9.                                 | Włochy            | 8     | 10     | 10   | 28    |
| 10.                                | Francja           | 7     | 16     | 18   | 40    |
| –                                  | –                 | –     | –      | –    | –     |
| 17.                                | Polska            | 4     | 5      | 2    | 11    |
| Zobacz pełną klasyfikację medalową |                   |       |        |      |       |

| Klasyfikacja medalowa              |                                      |       |        |      |       |
| Lp.                                | Kontynent                            | złoto | srebro | brąz | razem |
| 1.                                 | Europa                               | 127   | 145    | 160  | 432   |
| 2.                                 | Azja                                 | 89    | 56     | 87   | 232   |
| 3.                                 | Ameryka Północna, Środkowa i Karaiby | 51    | 65     | 57   | 173   |
| 4.                                 | Oceania                              | 17    | 17     | 21   | 55    |
| 5.                                 | Afryka                               | 13    | 13     | 14   | 40    |
| 6.                                 | Ameryka Południowa                   | 5     | 7      | 14   | 26    |
| Zobacz pełną klasyfikację medalową |                                      |       |        |      |       |

## Wydarzenia
- Konkurencje jeździeckie rozegrane zostały w Hongkongu, natomiast żeglarskie w Qingdao nad Morzem Żółtym.
- 7 kwietnia 2008 roku w Paryżu po raz trzeci w 72-letniej historii zgasł znicz olimpijski. Według oficjalnych komunikatów przyczyną zdarzenia były problemy techniczne[17], David Douillet twierdzi jednak, że to ochrona zgasiła znicz olimpijski z obawy przed ekscesami ze strony opozycji tybetańskiej[18].
- Po raz pierwszy od 1928 roku na igrzyskach zabrakło reprezentacji Indii w hokeju na trawie, najbardziej utytułowanego zespołu w historii.
- Telewizja Polska po raz pierwszy w historii nadawała część relacji w jakości HDTV poprzez kanał TVP HD, który ruszył wraz z rozpoczęciem igrzysk olimpijskich.
- Pierwszym sportowcem, który odpadł z igrzysk była australijska badmintonistka Erin Carrol, która po 23 minutach gry o godzinie 3.32 9 sierpnia czasu polskiego ostatecznie przegrała z Hiszpanką Yoaną Martinez 21-9. 21-16
- Michael Phelps zdobył rekordową liczbę złotych medali podczas jednych zawodów – osiem. Pobił przy tym siedem rekordów świata i jeden rekord olimpijski. Gdyby jego dorobek był oddzielnie uwzględniany w klasyfikacji medalowej igrzysk, zająłby w niej 10. miejsce, wyprzedzając m.in. Francję, Hiszpanię, Brazylię, Kanadę i Polskę.